# Ein Amerikaner in Rom
Ein Amerikaner in Rom (Originaltitel: Un americano a Roma) ist eine italienische Filmkomödie aus dem Jahr 1954, der im Rom der Nachkriegszeit spielt. Für die Darstellung des übertriebenen Amerika-Fans Nando Mericoni arbeitete Regisseur Stefano Vanzina (Steno) mit Alberto Sordi.

## Handlung
Der Italiener Fernando (Nando) Mericoni lebt in Rom bei seinen Eltern, nennt sich jedoch selbst Santi Bailor, weil das in seinen Ohren amerikanisch klingt. Er hat einen Faible für alles, was aus den USA kommt, die Filme (sein großer Held ist John Wayne), den Sport (er trägt ein Baseballcap und schwärmt von Joe DiMaggio), das Essen (Ketchup, Popcorn, Kaugummi) und die englische Sprache.
Als Nando spät abends aus dem Kino kommt, macht er großen Radau und nimmt dabei wenig Rücksicht auf seine Eltern, was seinen Vater zu einem Wutanfall provoziert. Auch seine Freundin Elvira ruft er nachts noch an, um sie an seinen für den nächsten Tag geplanten Auftritt zu erinnern, obwohl sie als Hausangestellte einer Familie kein eigenes Telefon hat. Sein Auftritt als Gene Kelly in einem Varieté floppt und er wird ausgebuht und schließlich rausgeworfen, nachdem er sich mit einem Zuschauer angelegt hat.
Er fühlt sich unverstanden, da auch seine Freundin enttäuscht von ihm ist. Auf dem Heimweg, sieht er das Plakat für Henry Hathaways Hollywood-Film „Vierzehn Stunden“ (1951) und entschließt sich spontan, es dem Protagonisten des Films gleichzutun, der vom 14. Stock eines Hotels mit Suizid gedroht hat.
Mit dieser Idee im Kopf, klettert Nando auf die höchste Mauer des Kolosseums, präsentiert sich dort einer schaulustigen Menschenmenge und droht damit zu springen, wenn die US-amerikanischen Botschaft ihm kein Visum für die USA ausstellt.

## Rezeption
In Italien traf die Komödie über einen Amerika-Fan, der vorgibt Englisch zu können und einen Parodie auf den American Way of Life ist, so gut an, dass der Film 2008 auf die offizielle, vom italienischen Kulturministerium gebilligte Liste „100 erhaltenswerte italienische Filme“ aufgenommen wurde. Die Liste besteht aus 100 Filmen, die zwischen 1942 und 1978 entstqanden sind und das kollektive Gedächtnis Italiens maßgeblich geprägt haben.
Die Szene in der Nando Mericoni Makkaroni isst, ist insbesondere in Italien berühmt und ziert als Motiv eine Reihe von Produkten.

## Rezensionen
Der katholische Filmdienst bezeichnet Ein Amerikaner in Rom als „künstlerisch niveaulosen Film, der amerikanischen Lebensstil glossieren will“.
Zum 70. Jubiläum schreibt die italienische Version von Cinefacts, der Film würde sowohl Lacher als auch Reflexionen bieten. Der Protagonist steht dabei stellvertretend für viele Menschen, die im Italien der 1950er Jahre gern, ihren beschwerlichen und eingeschränkten Leben entrinnen wollten. Stenos Satire auf die italienische Sicht auf den Amerikanischen Traum illustriere dabei durch Übertreibung die Zerbrechlichkeit des Ideals von einer besseren Welt im fernen „Americaaa!“.